# خلیج اودسا

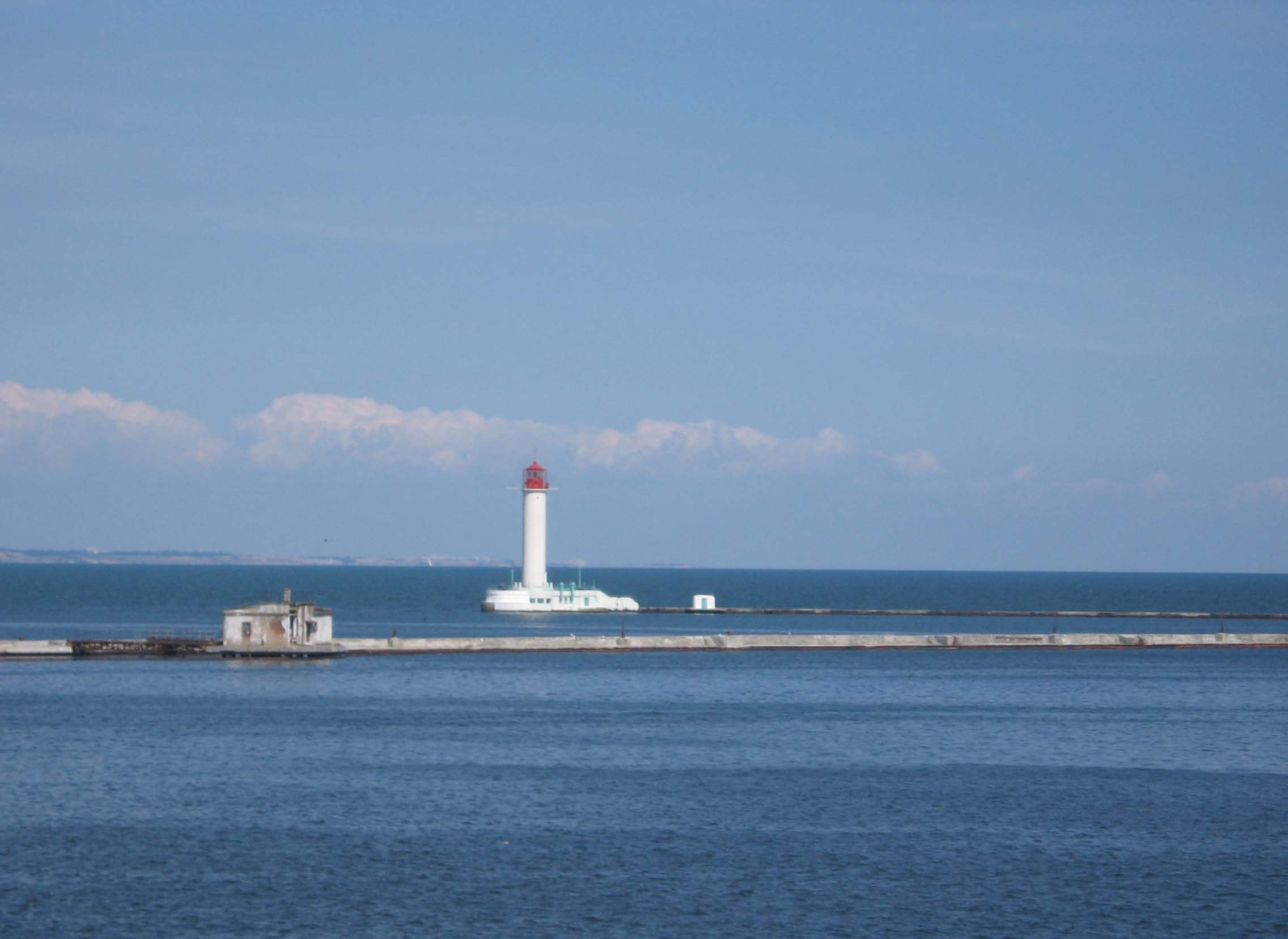
فانوس دریایی رورونتسوف، اودسا

خلیج اودسا (به روسی: Одесский залив) واقع در شمال غرب دریای سیاه است که در سواحل شهر اودسا واقع شده است.